# Топчии (Болгария)
Топчии (болг. Топчии) — село в Болгарии. Находится в Разградской области, входит в общину Разград. Население составляет 589 человек.

## Политическая ситуация
В местном кметстве Топчии, в состав которого входит Топчии, должность кмета (старосты) исполняет Христо Стоянов Карастоянов (коалиция в составе 5 партий: Демократы за сильную Болгарию (ДСБ), Земледельческий народный союз (ЗНС), Демократическая партия (ДП), Союз свободной демократии (ССД), Объединённые Демократы, Союз демократических сил) по результатам выборов правления кметства.
Кмет (мэр) общины Разград — Денчо Стоянов Бояджиев (инициативный комитет) по результатам выборов в правление общины.